# Pyrgomantis
Pyrgomantis es un género de mantis de la familia Tarachodidae. Tiene las siguientes especies:
- Pyrgomantis bisignata
- Pyrgomantis congica
- Pyrgomantis fasciata
- Pyrgomantis fasciata fasciata
- Pyrgomantis fasciata longissima
- Pyrgomantis jonesi
- Pyrgomantis mabuia
- Pyrgomantis mitrata
- Pyrgomantis nana
- Pyrgomantis nasuta
- Pyrgomantis ornatipes
- Pyrgomantis pallida
- Pyrgomantis rhodesica
- Pyrgomantis runifera
- Pyrgomantis signatifrons
- Pyrgomantis simillima
- Pyrgomantis simillima curta
- Pyrgomantis simillima simillima
- Pyrgomantis singularis
- Pyrgomantis wellmanni